# Coroa Tudor

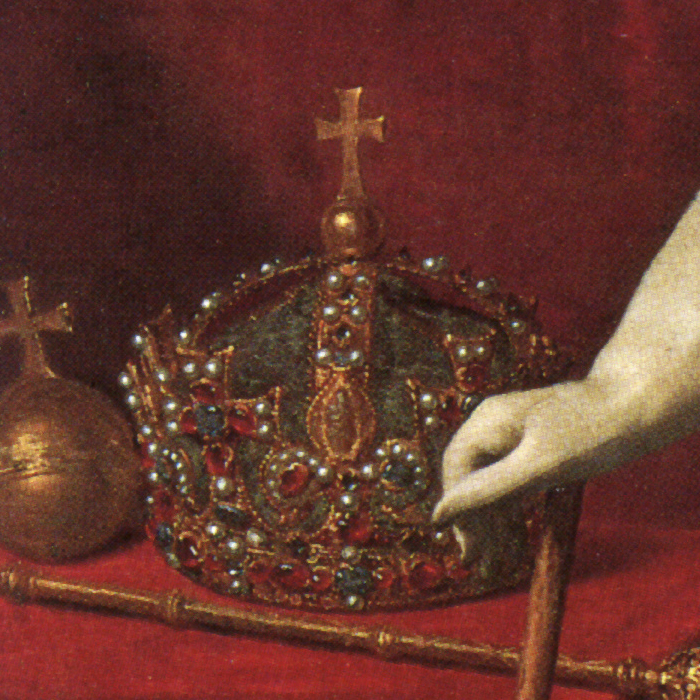
A coroa em um retrato de Carlos I

A Coroa Tudor (inglês: Tudor Crown), também conhecida como Coroa de Henrique VIII, foi a coroa imperial e estadual dos monarcas ingleses desde a época de Henrique VIII até ser destruída durante a Guerra Civil em 1649. Foi descrita pelo historiador de arte Sir Roy Strong como " uma obra-prima da arte dos primeiros joalheiros Tudor", e sua forma foi comparada à coroa do Sacro Império Romano-Germânico.

## Descrição

Heráldica da Coroa Tudor.

Sua data de fabricação é desconhecida, mas Henrique VII ou seu filho e sucessor Henrique VIII provavelmente encomendou a coroa, documentada pela primeira vez por escrito em um inventário de 1521 das joias de Henrique VIII, nomeando a coroa como "a coroa de ouro do rei". Mais elaborado que seu antecessor medieval, originalmente tinha dois arcos, cinco cruzes patadas e cinco flores-de-lis, e era decorado com esmeraldas, safiras, rubis, pérolas, diamantes e, em certa época, o Rubi do Príncipe Negro (um grande espinélio). Nas pétalas centrais das flores-de-lis estavam estatuetas de ouro e esmalte da Virgem Maria, São Jorge e três imagens de Cristo. Em um esforço de Henrique VIII para garantir sua posição como chefe da nova Igreja da Inglaterra, as figuras de Cristo foram removidas e substituídas por três reis da Inglaterra: Santo Edmundo, Santo Eduardo, o Confessor e Henrique VI, que na época também era venerado. como um santo. A coroa foi mencionada novamente em 1532, 1550, 1574 e 1597.

## Destino
Após a morte de Isabel I e o fim da dinastia Tudor, os Stuarts chegaram ao poder na Inglaterra. Sabe-se que Jaime I e Carlos I usaram a coroa. Após a abolição da monarquia e a execução de Carlos I em 1649, a Coroa Tudor foi desmembrada e seus valiosos componentes vendidos por £ 1.100. De acordo com um inventário elaborado para a venda dos bens do rei, pesava 7 lb 6 oz troy (2,8 kg).

Cifra Real de Carlos III do Reino Unido.

Uma das estatuetas reais pode ter sobrevivido: uma estatueta de Henrique VI que combina com a representação contemporânea da coroa foi descoberta em 2017 pelo detector de metais de Kevin Duckett. O local, "em Great Oxendon ... entre Naseby e Market Harborough", estava na rota tomada por Carlos I da Inglaterra quando ele fugiu após a Batalha de Naseby e pode ter sido perdido naquela época. A estatueta provavelmente estava na coroa de Henrique VIII, de acordo com algumas fontes. Em fevereiro de 2021, a figura estava sendo mantida no Museu Britânico para avaliação e pesquisas adicionais. Segundo a historiadora e biógrafa de Carlos I, Leanda de Lisle, "a coroa foi derretida por ordem de Oliver Cromwell, mas acredita-se que a estatueta - que era uma das várias que adornavam o tesouro real - já poderia ter sido removida".

## Uso em heráldica
De 1902 a 1953, uma imagem estilizada da Coroa Tudor foi usada em brasões, distintivos, logotipos e várias outras insígnias em todos os reinos da Commonwealth para simbolizar a Coroa e a autoridade real do monarca.

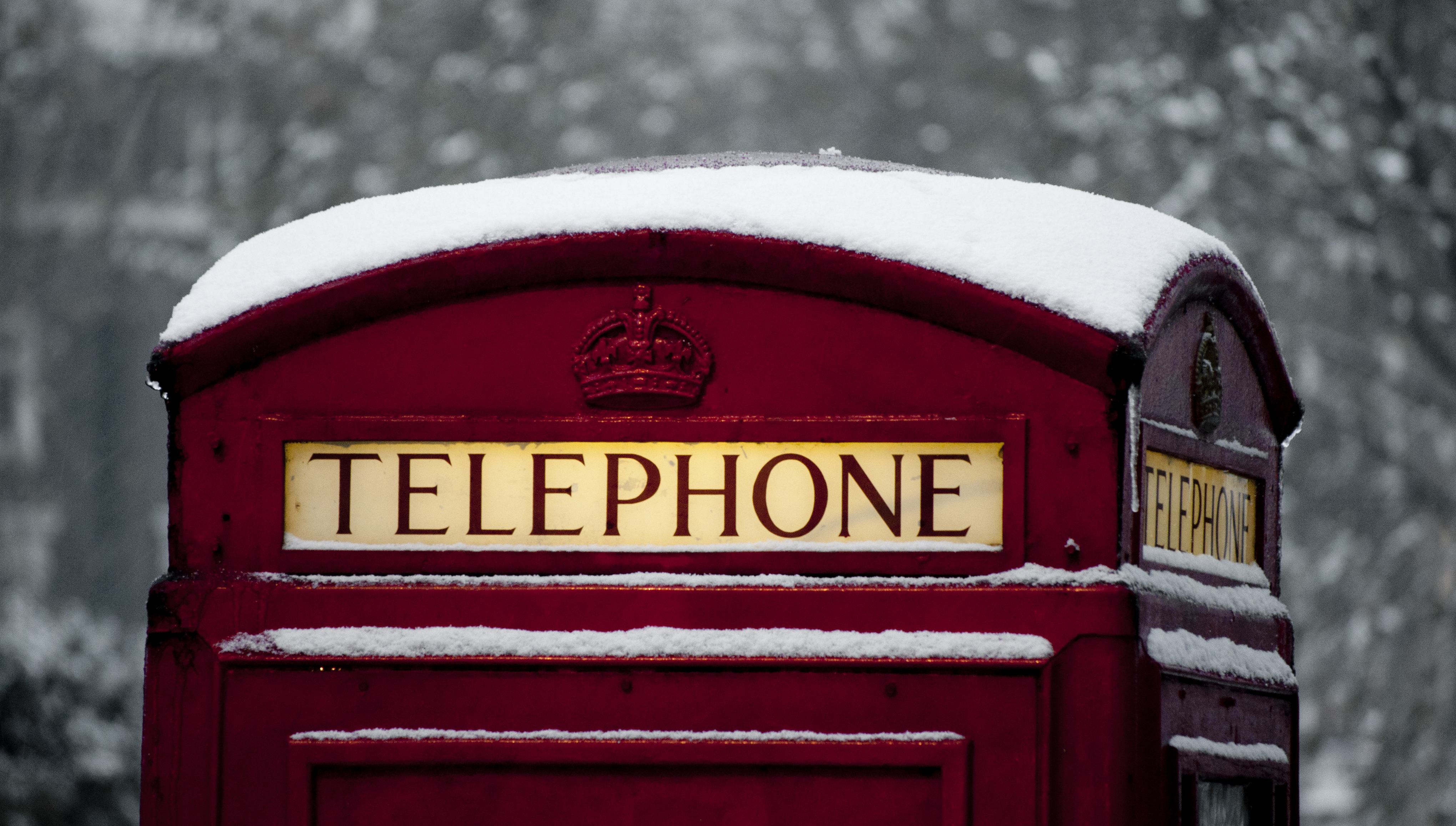
A coroa Tudor em uma cabine telefônica em Londres.

Ainda pode ser visto em algumas antigas cabines telefônicas vermelhas no Reino Unido.
Em 2022, Carlos III escolheu uma cifra usando esta coroa Tudor.
O Reino do Canadá optou por usar sua própria versão separada da coroa Tudor durante o reinado de Carlos III, a Coroa do Canadá é baseada na coroa Tudor usada por Carlos III, mas substitui alguns dos elementos religiosos por símbolos canadenses distintos.

## Réplica
Em 2012, uma réplica da coroa, com base na pesquisa dos Palácios Reais Históricos, foi feita pelo joalheiro real aposentado Harry Collins, usando técnicas autênticas de metalurgia Tudor e 344 pérolas e pedras preciosas. É exibido como parte de uma exposição na Capela Real do Palácio de Hampton Court.